# Periplo massaliota
Il Periplo massaliota (Massalia, l'odierna Marsiglia, era un'antica colonia greca) è un manuale di navigazione mercantile risalente forse agli inizi del VI secolo a.C., che descrive le rotte mercantili dalla Fenicia a Tartesso, e lungo le coste atlantiche nell'Europa dell'Età del ferro lungo la "via dello stagno". Parti di questo antico testo sono tramandati nell'Ora Maritima di Rufo Festo Avieno, del poeta romano del IV secolo d.C..
Conteneva un resoconto di un viaggio per mare da Marsiglia attraverso il Mediterraneo occidentale. Descrive le rotte atlantiche che conducevano dalla spagnola Cadice alla Britannia, l'Irlanda e la Gran Bretagna.
Il Periplo massaliota è la più antica descrizione che riporti i contatti mercantili tra nord e sud Europa, e l'importanza di questi collegamenti è testimoniata proprio dall'esistenza di un simile manuale. Il commercio dello stagno e di altri materiali grezzi dalle isole britanniche verso sud è attestato dall'evidenza archeologica anche prima di quel periodo, e l'acquisizione di quelle ricchezze dovette probabilmente spingere numerosi avventurieri a esplorare e sfruttare le coste atlantiche.
Anche Pitea di Marsiglia, nella seconda metà del IV secolo a.C., narra con dovizia di dettagli un viaggio simile.